# ویلمو فرانچولی
ویلمو فرانچولی (ایتالیایی: Wilmo Francioni؛ زادهٔ ۸ نوامبر ۱۹۴۸) دوچرخه‌سوار اهل ایتالیا است.